# KW Sagitarii
KW Sagittarii je červený veleobr v souhvězdí Střelce, vzdálený přibližně 9 800 světelných let od Země. Jeho poloměr činí asi 1 009 průměrů Slunce, což ho řadí mezi jedny z největších známých hvězd. Svítivost hvězdy přesahuje 175 000krát svítivost Slunce. Spektrální klasifikace M1.5Iab odpovídá chladné červené barvě a nízké povrchové teplotě přibližně 3 720 K.

## Vlastnosti
KW Sagittarii patří mezi polopravidelné proměnné hvězdy (typ SRc). Jasnost hvězdy kolísá s určitou nepravidelností, avšak vykazuje opakující se vzory. Variace jasnosti mohou dosahovat až dvou magnitud. Tato hvězda je členem asociace Sagittarius OB5, což naznačuje, že se jedná o mladou hvězdu, jejíž stáří se odhaduje na několik milionů let.
Pozorování ukázala, že KW Sagittarii má hmotnost přibližně 20 hmotností Slunce a poloměr 1 009±142 průměrů Slunce. Hvězda ztrácí hmotu intenzivním hvězdným větrem. Podle dat z Gaia DR3 je její vzdálenost přibližně 9 800 světelných let.

## Historie pozorování
Hvězda byla poprvé identifikována jako proměnná v roce 1942 Henriettou Hill Swopeovou. Pozdější výzkumy pomocí interferometrických metod poskytly přesnější údaje o poloměru, svítivosti a dalších základních parametrech hvězdy. Výzkum červených veleobrů z roku 2009 zařadil KW Sagittarii mezi jasné červené veleobry s charakteristickými vlastnostmi, jako je vysoká svítivost a nízká teplota.